# Tour de France 1932
| 26. Tour de France 1932 – Endstand |                     |                           |
| Streckenlänge                      | 21 Etappen, 4520 km | 21 Etappen, 4520 km       |
| Toursieger                         | André Leducq        | 154:11:49 h (29,313 km/h) |
| Zweiter                            | Kurt Stöpel         | + 24:03 min               |
| Dritter                            | Francesco Camusso   | + 26:21 min               |
| Vierter                            | Antonio Pesenti     | + 37:08 min               |
| Fünfter                            | Georges Ronsse      | + 41:04 min               |
| Sechster                           | Frans Bonduel       | + 45:13 min               |
| Siebter                            | Oskar Thierbach     | + 58:44 min               |
| Achter                             | Jef Demuysere       | + 1:03:24 h               |
| Neunter                            | Luigi Barral        | + 1:06:57 h               |
| Zehnter                            | Georges Speicher    | + 1:08:37 h               |
| Teamwertung                        | Italien             | Italien                   |

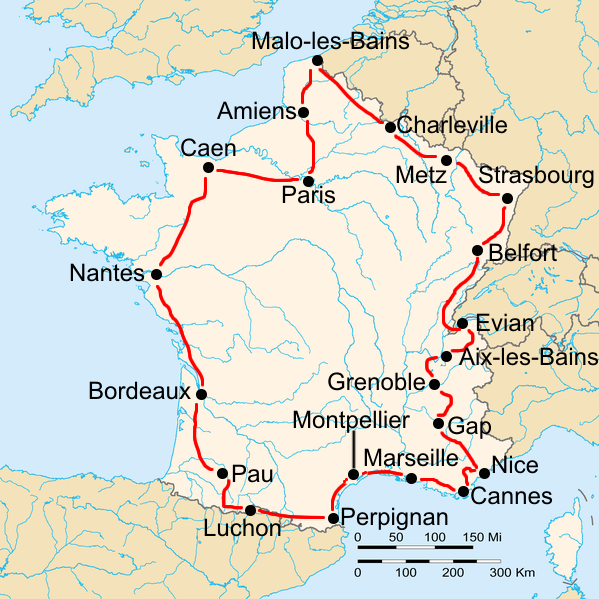
Streckenkarte der Tour de France 1932

Die 26. Tour de France fand vom 6. bis 31. Juli 1932 und führte auf 21 Etappen über 4520 km. 80 Rennfahrer nahmen an der Rundfahrt teil, 57 von ihnen wurden klassifiziert.

## Rennverlauf
Nach seinem Sieg auf der zweiten Etappe war Kurt Stöpel der erste deutsche Etappensieger und zugleich der erste Deutsche, der das gelbe Trikot trug. Doch bereits auf der nächsten Etappe konnte er die Spitzenposition nach mehreren Reifenpannen nicht verteidigen und musste das Führungstrikot an den überragenden Akteur der Tour de France 1932, André Leducq, abtreten. Stöpel wurde am Ende Gesamtzweiter.
Leducq verteidigte die auf der dritten Etappe übernommene Gesamtführung bis ins Ziel nach Paris. Im Verlauf der Rundfahrt konnte der Franzose insgesamt sechs Etappensiege erringen, darunter die Etappe über den Col du Galibier in den Alpen, auf der die Fahrer mit Neuschnee zu kämpfen hatten. Mit einer Durchschnittsgeschwindigkeit von 29,313 km/h schaffte Leducq nach 1930 seinen zweiten Tour-de-France-Sieg. Beste Mannschaft war 1932 Italien.
Kurt Stöpel dokumentierte den Verlauf der Tour de France 1932 als Erlebnisbericht (siehe Literatur).

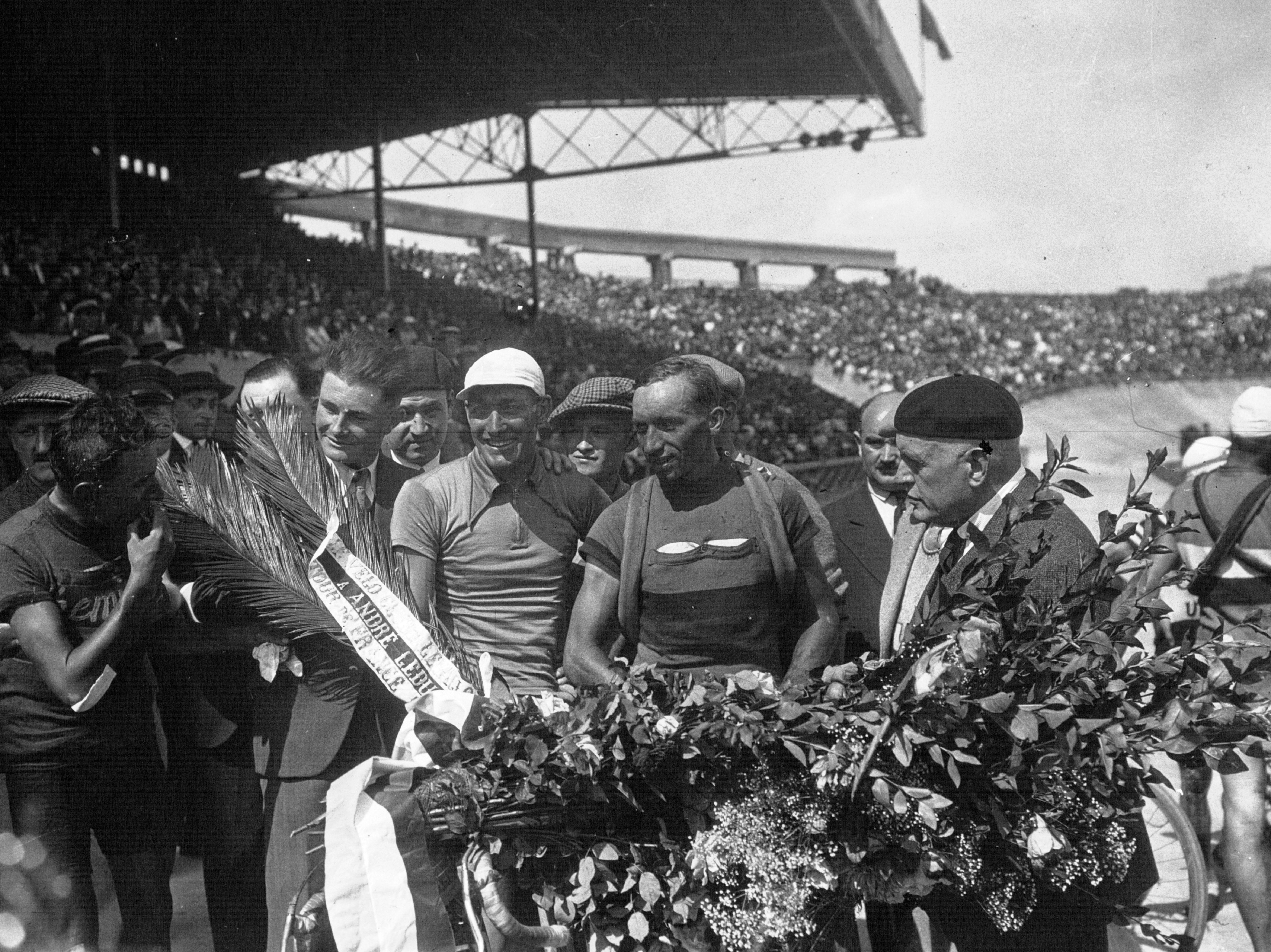
Siegerehrung nach der Ankunft im Pariser Prinzenparkstadion: André Leducq (weiße Kappe), Kurt Stöpel (ohne Kappe)

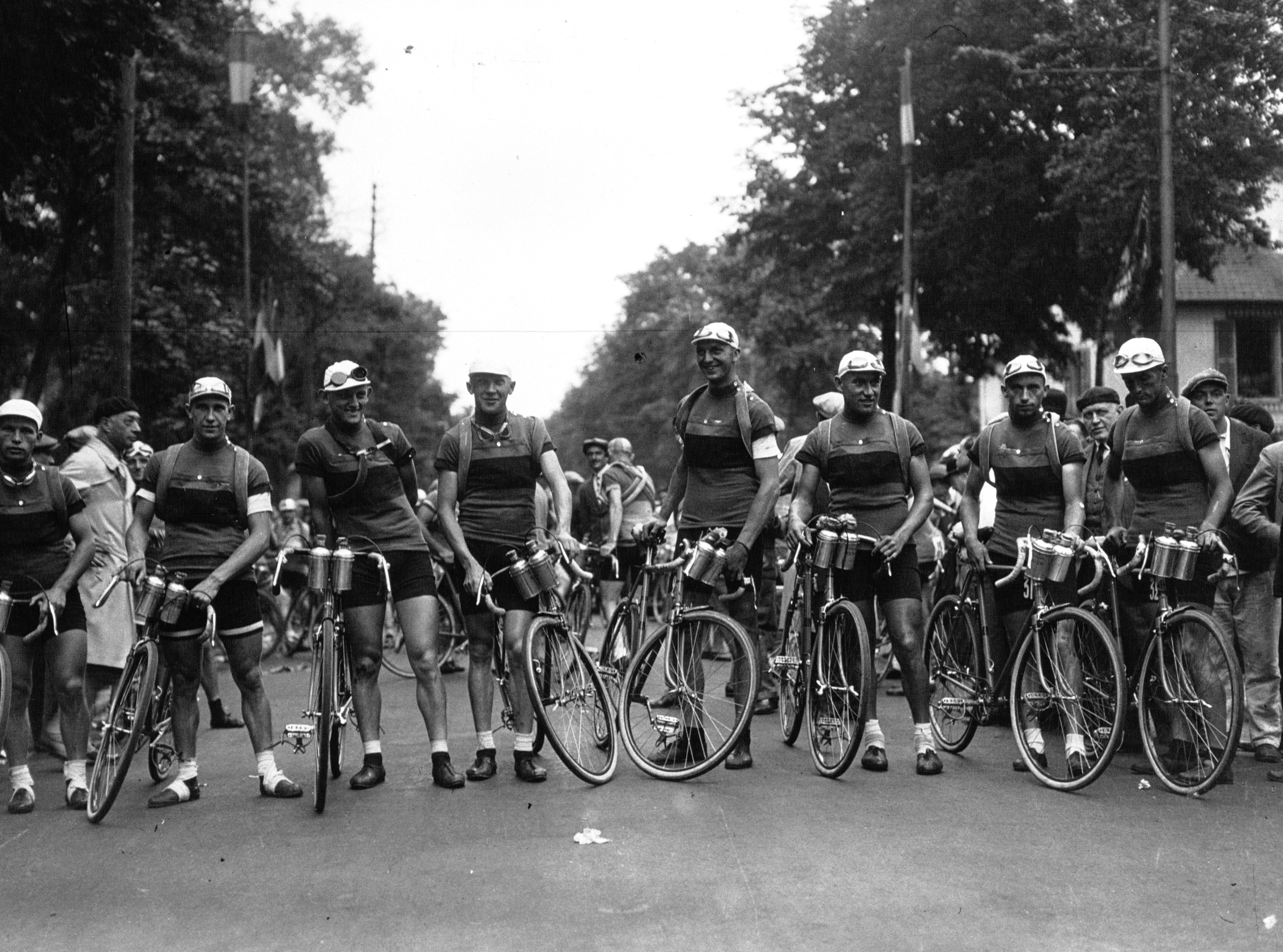
Die deutsche Mannschaft (v. l. n. r.): Willy Kutschbach, Georg Umbenhauer, Max Bulla, Oskar Thierbach, Herbert Sieronski, Ludwig Geyer, Kurt Stöpel, Rudolf Risch

## Etappen
| Etappen    | Start – Ziel                          | km  | Etappensieger     | Gelbes Trikot |
| ---------- | ------------------------------------- | --- | ----------------- | ------------- |
| 1. Etappe  | Paris – Caen                          | 208 | Jean Aerts        | Jean Aerts    |
| 2. Etappe  | Caen – Nantes                         | 300 | Kurt Stöpel       | Kurt Stöpel   |
| 3. Etappe  | Nantes – Bordeaux                     | 387 | André Leducq      | André Leducq  |
| 4. Etappe  | Bordeaux – Pau                        | 206 | Georges Ronsse    | André Leducq  |
| 5. Etappe  | Pau – Luchon                          | 229 | Antonio Pesenti   | André Leducq  |
| 6. Etappe  | Luchon – Perpignan                    | 322 | Frans Bonduel     | André Leducq  |
| 7. Etappe  | Perpignan – Montpellier               | 168 | Frans Bonduel     | André Leducq  |
| 8. Etappe  | Montpellier – Marseille               | 206 | Michele Orecchia  | André Leducq  |
| 9. Etappe  | Marseille – Cannes                    | 191 | Raffaele di Paco  | André Leducq  |
| 10. Etappe | Cannes – Nizza                        | 132 | Francesco Camusso | André Leducq  |
| 11. Etappe | Nizza – Gap                           | 233 | André Leducq      | André Leducq  |
| 12. Etappe | Gap – Grenoble                        | 102 | Roger Lapébie     | André Leducq  |
| 13. Etappe | Grenoble – Aix-les-Bains              | 230 | André Leducq      | André Leducq  |
| 14. Etappe | Aix-les-Bains – Évian-les-Bains       | 204 | Raffaele di Paco  | André Leducq  |
| 15. Etappe | Évian-les-Bains – Belfort             | 291 | André Leducq      | André Leducq  |
| 16. Etappe | Belfort – Straßburg                   | 145 | Gérard Loncke     | André Leducq  |
| 17. Etappe | Strasbourg – Metz                     | 165 | Raffaele di Paco  | André Leducq  |
| 18. Etappe | Metz – Charleville-Mézières           | 159 | Raffaele di Paco  | André Leducq  |
| 19. Etappe | Charleville-Mézières – Malo-les-Bains | 271 | Gaston Rebry      | André Leducq  |
| 20. Etappe | Malo-les-Bains – Amiens               | 212 | André Leducq      | André Leducq  |
| 21. Etappe | Amiens – Paris                        | 159 | André Leducq      | André Leducq  |